# Listă de scriitori islandezi
A Á B D E É F G H I
Í J K L M N O Ó P R S
T U Ú V Y Ý Þ Æ Ö

## A
- Arnaldur Indriðason
- Auður Jónsdóttir

## Á
- Álfrún Gunnlaugsdóttir
- Árni Bergmann
- Árni Þórarinsson

## B
- Birgir Sigurðsson
- Bjarni Bjarnason
- Björn Th. Björnsson
- Böðvar Guðmundsson

## D
- Davíð Oddsson

## E
- Einar Hjörleifsson Kvaran
- Einar Kárason
- Einar Már Guðmundson
- Elín Ebba Gunnarsdóttir
- Elísabet Jökulsdóttir
- Eyvindur P. Eiríksson
- Magnús Eiríksson

## F
- Fridrik Erlingsson

## G
- Gerður Kristný
- Guðbergur Bergsson
- Guðmundur Andri Thorsson
- Guðrún Eva Mínervudóttir
- Guðrún Helgadóttir
- Gunnar Gunnarsson
- Gyrðir Elíasson

## H
- Halldór Laxness
- Hallgrímur Helgason
- Hallgrímur Pétursson
- Hermann Stefánsson

## I
- Ingibjörg Haraldsdóttir
- Ingólfur Margeirsson

## Í
- Ísak Harðarson

## J
- Jónas Hallgrímsson
- Jónas Kristjánsson
- Jón Kalman Stefánsson
- Jón Sveinsson

## K
- Kristín Marja Baldursdóttir
- Kristín Ómarsdóttir
- Kristján B. Jónasson

## L
- Linda Vilhjálmsdóttir

## M
- Matthías Jochumsson

## Ó
- Ólafur Haukur Símonarson
- Ólafur Jóhann Ólafsson

## P
- Pétur Gunnarsson

## R
- Ragna Sigurðardóttir

## S
- Sjón
- Snorri Sturluson
- Stefán Hörður Grímsson
- Steinar Bragi
- Steinunn Sigurðardóttir
- Svava Jakobsdóttir
- Sveinbjörn Egilsson

## T
- Thor Vilhjálmsson
- Torfhildur Þorsteinsdóttir

## V
- Vigdís Grímsdóttir
- Viktor Arnar Ingólfsson
- Vilborg Davíðsdóttir

## Y
- Yrsa Sigurðardóttir

## Þ
- Þórarinn Eldjárn
- Þórbergur Þórðarson
- Þorsteinn frá Hamri
- þorsteinn Jonsson

## Ö
- Örn Arnarson